# 曾庆存
曾庆存（1935年5月4日—），男，广东阳江人，中国气象学家、大气科学家和地球流体力学家。现任中国科学院大学大气物理研究所研究员、博士生导师。

## 生平
1935年5月，曾庆存出生于广东省阳江市的一个农民家庭。1952年9月，考入北京大学物理系，就读于气象学专业，四年后顺利毕业。1957年，他被选派到前苏联科学院留学，继续深造。1961年，获得前苏联科学院数理科学副博士学位。他在博士论文中利用原始方程进行数值天气预报，并首创“半隐式差分法”求取微分方程的近似解，后来被广泛应用于各学科。回国后进入中国科学院地球物理研究所工作，先后担任任助理研究员、研究员。1980年，当选为中国科学院学部委员(院士)。1994年，当选为俄罗斯科学院外籍院士。1995年，担任中国工业与应用数学学会理事长，并在同年当选为第三世界科学院院士。2001年6月，中国科学技术协会第六次全国代表大会召开，并选举其出任第六届全国委员会副主席。2014年，当选为美国气象学会荣誉会员。2016年，获得第61届国际气象组织奖。
2020年1月10日，获2019年度国家最高科学技术奖。